# Daniel de Quervain
Daniel de Quervain (* 31. Mai 1937 in Bern; † 24. November 2020 ebenda) war ein Schweizer Maler, Zeichner und Grafiker.

## Leben und Werk
Daniel de Quervain wurde 1937 als Sohn des Berner Historikers und Musikwissenschaftlers Fritz de Quervain geboren.
Nach der obligatorischen Schule besuchte er ab 1953 die Kunstgewerbeschule in Bern, wo er von Eugen Jordi in die Druckgrafik eingeführt wurde. Auf Jordis Anregung schuf er 1957 sein erstes lithografiertes Blatt Zwei Stiere. Anschliessend absolvierte er eine Grafikerlehre bei Herbert Auchli.
Von 1958 bis 1959 verband de Quervain seine Vorliebe für Musik, Literatur und Theater in seiner Tätigkeit als Bühnenbildner für das Berner Kellertheater «Studio 20». Sein eigentliches Interesse galt jedoch der bildenden Kunst, weshalb er sich 1959 für ein Studium an der Akademie der Bildenden Künste in Nürnberg einschrieb. Hier besuchte er die Malklasse von Herman Wilhelm, mit dem er auch in den folgenden Jahren Kontakt pflegte. 
Nach seiner Rückkehr nach Bern 1962 war de Quervain zunächst als Werbegrafiker tätigt. Er führte u. a. Aufträge für die Schweizerische Post, das Verkehrshaus Luzern oder die SBB aus. Nach dem Besuch der Ausstellung zu Max Ernst im Kunsthaus Zürich. 1963 beschloss de Quervain, sich als Künstler selbstständig zu machen. Er schuf vor allem Kaltnadelradierungen sowie 1969–1970 Lithografien, die von seinem Interesse für expressionistische Kunst und Literatur zeugen. Seine Werke präsentierte de Quervain in verschiedenen Einzel- und Gruppenausstellungen im In- und Ausland wie der II. Biennale Internazionale della Grafica in Florenz (1970), der Grafikbiennale in Krakau (1972), im Kunstmuseum Bern (1988) oder im Kunstverein Erlangen (2004).
Der Nachlass de Quervains befindet sich in der Burgerbibliothek Bern und dem ArchivArte Bern. Neben seinem umfangreichen druckgrafischen Werk finden sich im Bestand persönliche Papiere, Korrespondenzen, Ausstellungskataloge und Materialien zu seinem künstlerischen Schaffen.